# Петер Кайзер
Петер Кайзер (нім. Peter Kaiser; 1 жовтня 1793 — 23 лютого 1864) — історик і державний діяч з Ліхтенштейну.
Кайзер народився у Маурені (Ліхтенштейн) в родині, де крім нього було ще десять дітей. Він вивчав мови та історію у Фельдкірху (Австрія) та Фрайбурзі (Баден).
Кайзер став відомий як прихильник наділення правами простих людей. На Віденському конгресі він запропонував об'єднання Німеччини і створення держави, де права мали б усі. Так як в століття імперіалізму такі ідеї були непопулярними, йому довелося покинути Німеччину. Він перебрався до Швейцарії, де став професором спочатку в Хофвілі (кантон Берн), потім в Аарау, Дісентісі та Граубюндені.
У 1843 році Кайзер був призначений представником князя Алоїза II у Відні. У 1846 році Кайзер опублікував «Історію князівства Ліхтенштейн», яка спочатку була заборонена у Ліхтенштейні, але згодом заборона була знята Алоізом II.
У 1848 році Кайзер був обраний представником Ліхтенштейну до Франкфуртських національних зборів. У цьому ж році у Європі відбувалися революційні зміни, і жителі Ліхтенштейну почали вимагати лібералізації своїх прав, конституції та вільних виборів. Спочатку князь Алоїз II пообіцяв конституційну реформу і програму громадських робіт, але це не зменшило жагу революційних пристрастей. Кайзер, будучи членом місцевого революційного комітету, вирішив для уникнення кровопролиття скористатися можливістю прямого контакту з князем, і йому це вдалося завдяки своєму становищу. Замість шляху кривавої революції Ліхтенштейн пішов шляхом поступової еволюції.
Після цього успіху Кайзер повернувся від політики до викладання. 23 лютого 1864 Петер Кайзер помер у Курі (Швейцарія). Кайзер вшановується як людина, що сформулював поняття «ліхтенштейнська ідентичність», на його батьківщині в Маурені йому встановлено пам'ятник.